# Мигай, Сергей Иванович
Серге́й Ива́нович Мига́й (18 [30] мая 1888, Могилёв — 8 декабря 1959, Москва) — российский и советский певец (баритон). Народный артист РСФСР (1939).

## Биография
Родился 18 (30) мая 1888 года в Могилёве, в семье священника, окончившего в 1877 году Московскую духовную академию, Ивана Константиновича Мигая; был младшим из четверых детей. Уже в детстве обнаружилась его музыкальная одарённость — с шести лет он пел в церковном хоре, а позднее участвовал в гимназическом хоре, часто исполняя соло. Кроме того, обучался игре на флейте. В 1907 году окончил Могилёвскую мужскую гимназию.
Одним из самых ярких музыкальных впечатлений юности стала для Сергея Мигая опера «Евгений Онегин» — именно после этого спектакля он задумался о профессии оперного певца. Но отец настоял, чтобы сын обучался юриспруденции и в 1907—1909 годах он учился на юридическом факультете Императорского Санкт-Петербургского университета; но одновременно поступил и в консерваторию, занимаясь в классе С. И. Габеля.
Был исключён из университета за участие в студенческих волнениях и, переехав в Одессу, продолжил образование на юридическом факультете Новороссийского университета и в Одесском музыкальном училище, окончив класс сольного пения Ю. А Рейдер в 1911 году. Брал уроки пения у М. Баттистини, с 1916 года занимался сценическим искусством у К. С. Станиславского.
Солист Большого театра в 1911—1924 годах, в 1924—1927 годах — Ленинградского театра оперы и балета. С 1927 года совмещал выступления в обоих городах. Заслуженный артист РСФСР (1933). Народный артист РСФСР (1939).
Обладал безупречной кантиленой, виртуозной вокальной техникой. Современников особенно поражала лёгкость верхних нот, лишённых форсировки. Наиболее всего Мигаю удавались лирические партии. В общей сложности он исполнил шестьдесят пять партий, лучшие из них: Онегин и Елецкий («Евгений Онегин» и «Пиковая дама» П. И. Чайковского), Мизгирь («Снегурочка» Н. А. Римского-Корсакова), Дон Жуан (одноимённая опера В. А. Моцарта), Фигаро («Севильский цирюльник» Дж. Россини), Жермон («Травиата» Дж. Верди), Эскамильо («Кармен» Ж. Бизе). В драматических партиях Мигай пользовался искусством вокальной выразительности, достигая необходимого эффекта не силой голоса, а распределением тембровых красок, интонационной «музыкальной речью». Среди лучших партий драматического репертуара: Демон (одноимённая опера А. Г. Рубинштейна), Грязной («Царская невеста» Римского-Корсакова), Риголетто, Ренато, Граф ди Луна («Риголетто», «Бал-маскарад», «Трубадур» Верди). Выступал в концертах, часто в ансамблях с Л. В. Собиновым, А. В. Неждановой, Е. А. Степановой. Исполнил сольные партии в кантате «Весна» (1912) и симфонической поэме «Колокола» (1913) С. В. Рахманинова под управлением автора, подготовил под его руководством ряд романсов. Посвящал отдельные концертные программы памяти А. С. Пушкина (1937) и М. Ю. Лермонтова (1941). Включал в репертуар романсы забытых и малоизвестных авторов (В. М. Кажиньского, К. А. Кавоса, Ю. Э. Конюса и др.).
С 1941 по 1948 год был солистом Всесоюзного радиокомитета. В годы Великой Отечественной войны находился в блокадном Ленинграде; выступал в воинских частях, госпиталях, на Балтийском флоте. Выступление Мигая в военном госпитале в 1942 г. («Шотландская застольная» Л. ван Бетховена) сохранилось в записи на киноплёнке.

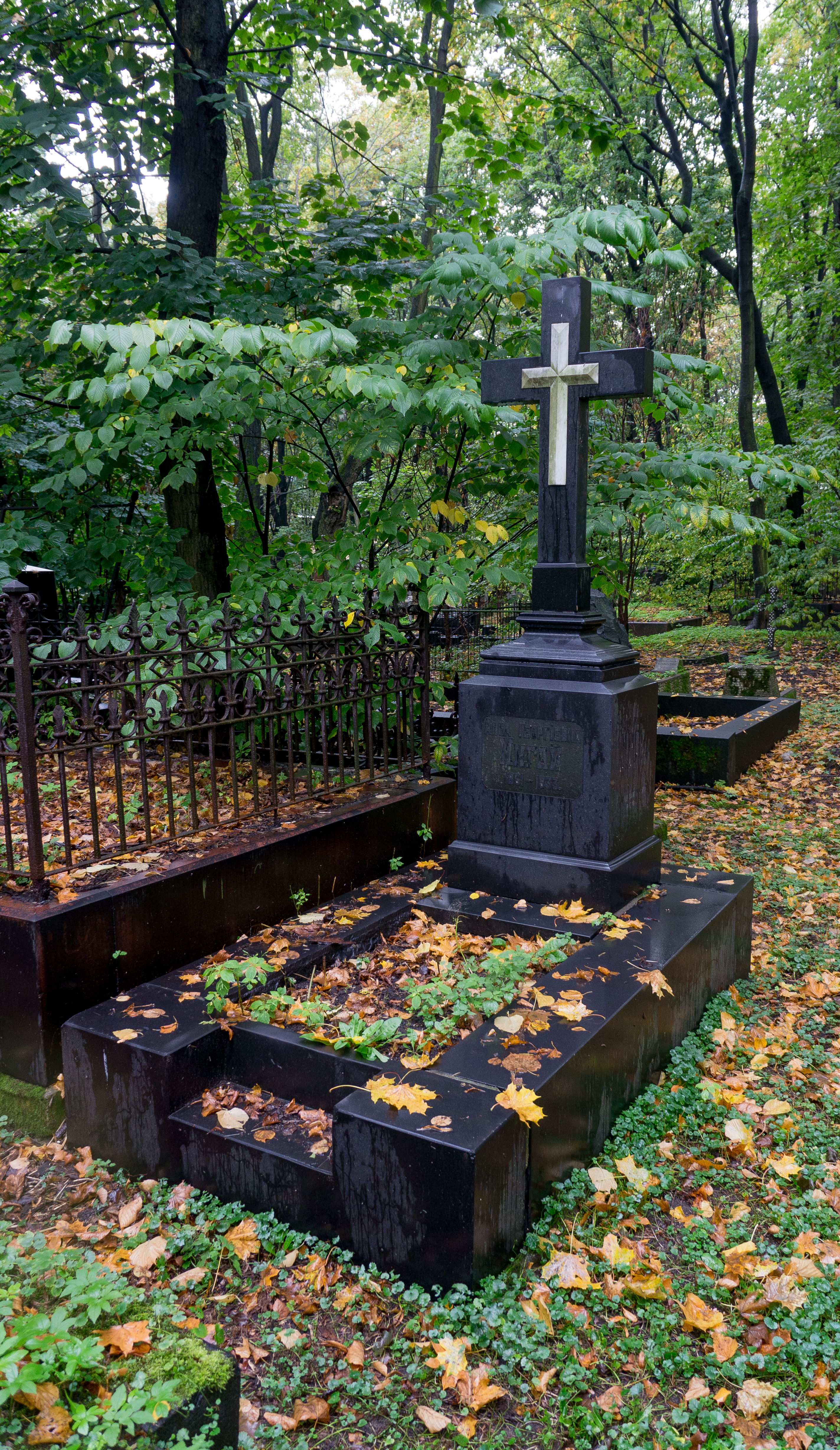
Могила С. И. Мигая

С 1948 года начал преподавать в Московской государственной консерватории. Среди его учеников – Ю. А. Мазурок, П. Гусев, Н. Дидученко, А. Лазарев, А. Савченко, А. Тихонов. 
Награждён двумя орденами Трудового Красного Знамени (1939 и 27.05.1951) и медалями.
Был консультантом ЦГАЛИ (ныне РГАЛИ) по вопросам истории русского оперного искусства. Член жюри ряда смотров и вокальных конкурсов.
Умер 8 декабря 1959 года в Москве. Похоронен на Новодевичьем кладбище в Ленинграде (Санкт-Петербурге).
В Могилёве именем Сергея Мигая назван переулок (бывший Лютеранский).

## Оперы
- Евгений Онегин (опера)
- Снегурочка (опера)
- Царская невеста (опера)
- Демон (опера)
- Риголетто (опера)
- Трубадур (опера)

### Семья
Жена — Валентина Абрамовна Иоффе (1910—1985), доктор физико-математических наук, заведующая лабораторией в Институте химии силикатов АН СССР, дочь академика А. Ф. Иоффе.